# Nobuyuki Tawara
Nobuyuki Tawara (俵 信之, Tawara Nobuyuki, né le 22 septembre 1964) est un coureur cycliste japonais. Il a notamment été champion du monde de vitesse en 1987.

## Palmarès

### Championnats du monde
- 1986
  -  Médaillé de bronze de la vitesse
- 1987
  -  Champion du monde de vitesse
- 1988
  -  Médaillé de bronze de la vitesse